# Данн, Джон Уильям
Джон Уи́льям Данн (англ. John William Dunne; 1875, Карра-Кэмп, Килдэр, Ирландия — 24 августа 1949, Банбери, Англия, Великобритания) — ирландский авиационный инженер, философ и писатель. Автор исследований в области парапсихологии, прекогнитивных сновидений и искусственно вызванных прекогнитивных состояний. В начале XX века занимался разработками в области военной авиации, в том числе проектами бесхвостых самолётов.

## Биография
Джон Уильям Данн родился 2 декабря 1875 года в графстве Килдэр, Ирландия и провёл большую часть своей жизни в Англии. Будучи молодым человеком, Данн принимал участие во Второй англо-бурской войне. Данн находился в Южной Африке и служил там простым солдатом вплоть до демобилизации по состоянию здоровья.

### «Эксперимент со временем»
«Эксперимент со временем» (англ. An Experiment with Time) — фундаментальный труд Данна о сущности прекогниции и человеческого восприятия времени. Данная работа была впервые опубликована в Англии в 1927 году и моментально привлекла интерес общественности того времени. В своих последующих работах — «Серийное мироздание» (англ. The Serial Universe), «Новое бессмертие» (англ. The New Immortality) и «Ничто не умирает» (англ. Nothing Dies) — Данн развил темы, затронутые в «Эксперименте со временем». Хорхе Луис Борхес (на которого книга Данна повлияла самым существенным образом) неоднократно заявлял, что Данн научил его следующему: «каждому человеку дана во сне толика индивидуальной вечности, которая позволяет ему увидеть ближайшее прошлое и недалёкое будущее. Всё это сновидец окидывает одним взглядом, точно Бог, наблюдающий за космическим процессом из своей необъятной вечности» — и становится, таким образом, подобен Создателю.
Теория Данна, разработанная на основе многолетних экспериментов с прекогнитивными сновидениями и искусственно вызванными прекогнитивными состояниями, заключается в том, что в реальности все времена присутствуют вечно — иначе говоря, прошлое, настоящее и будущее, в некотором смысле, происходят «вместе». Человеческое сознание, однако, воспринимает эту одновременность в линейной форме. Согласно Данну, в состоянии сна восприятие времени утрачивает непреложную линейность, присущую ему в состоянии бодрствования; как следствие, человек обретает способность к прекогнитивным сновидениям, в которых сознание свободно пересекает границы прошлого, настоящего и будущего.

### О Джоне Уильяме Данне
- Руднев В. П. Джон Уильям Данн в культуре XX века : [вступ. статья] // Эксперимент со временем / Дж. У. Данн ; пер. с англ. Т. В. Ивлевой. — М. : Аграф, 2000. — С. 5—14. — 223 с. — ISBN 5-7784-0130-2.